# بيلي روت
بيلي روت (5 أغسطس 1992 بشفيلد في المملكة المتحدة - ) (بالإنجليزية: Billy Root)‏ هو لاعب كريكت بريطاني. لعب مع نادي مقاطعة نوتنغهامشير للكريكت ‏ وLeeds/Bradford MCC University ‏.

## وصلات خارجية
- بيلي روت على موقع إي آس بي آن كريك إنفو (الإنجليزية)